# Decoys
Decoys è un film del 2004 diretto da Matthew Hastings. È stato girato ad Ottawa, Ontario ed è stato originariamente trasmesso su Sci Fi Channel.

## Trama
Un atleta si intrufola nella casa della sua fidanzata con dei fiori per lei. All'interno della casa fa molto freddo e quando si avvicina alla stanza della sua ragazza trova un morto con la bocca spalancata. Poi il giovane individua altri due cadaveri.
Altrove, Luke Callahan e Roger, due giovani matricole del college ancora vergini cercano disperatamente di fare sesso. Mentre fa il bucato dopo aver bevuto troppa birra, Luke incontra due ragazze seducenti di nome Lily e Constance. Quando Lily lascia deliberatamente a rotolino di monete nel bucato, un inebriato e voglioso Luke va a restituirglieli. Trovata aperta la stanza della ragazza, vi si intrufola, scoprendo che dentro fa molto freddo. Quando le ragazze tornano improvvisamente, il ragazzo si nasconde dentro l'armadio da dove osserva le due ragazze aprire le finestre e lasciare che l'aria fredda dell'inverno le circondi, apparentemente eccitandole e confortandole mentre si denudano. Luke osserva poi con orrore e stupore dei tentacoli fuoriuscire dai toraci delle due ragazze che si eccitano sessualmente mentre Constance spruzza addosso a Lilly dell'azoto liquido. Luke, inorridito ed incuriosito, decide di andare a fondo del mistero.
Nel frattempo, la polizia trova il corpo di uno studente del college di nome Bobby congelato dall'interno e con la bocca spalancata in un'espressione di terrore. Stranamente il ragazzo presenta anche un'erezione notevole. Gli scienziati forensi presumono che un "tubo per bere dal barile" gli sia stato ficcato in gola, non realizzando che in realtà era Lily, che gli ha spinto il tentacolo alieno in gola mentre faceva sesso con lui. Luke, con la sua ragazza Alex, decide di provare a scoprire chi siano questi alieni e, se necessario, sterminarli.
Gibby , un amico di Luke e Roger, vaga in un cimitero con la sua ragazza Natasha. Entrano in un mausoleo ed iniziano a fare sesso su una lastra di cemento. Mentre Gibby eiacula, Natasha rivela di essere un'aliena ed i suoi tentacoli emergono dal suo petto immobilizzando Gibby. Un tentacolo ovopositore gli viene spinto in gola come parte del processo di accoppiamento alieno. Dopo aver completato il processo di accoppiamento, Gibby si congela e muore, con grande disappunto di Natasha.
Nel tentativo di catturare gli alieni e dimostrare così la loro esistenza, Luke ed Alex escogitano un piano per filmarli. Luke installa una macchina fotografica nella sua camera da letto e riesce a convincere una Lily molto eccitata ad andare a letto con lui. Mentre Alex guarda da un'altra stanza, Luke e Lily si spogliano e si preparano a fare sesso. Mentre Lily lo monta, Luke nota uno strano organo verde tra i suoi seni. La telecamera improvvisamente smette di funzionare e Lily si rende conto di essere filmata. Arrabbiata, Lily si prepara a violentare Luke scatenandogli contro i suoi tentacoli, ma accidentalmente colpisce una candela appiccando così un incendio. Vulnerabile al caldo, Lily urla e perde la sua forma umana, permettendo così a Luke di osservare il vero aspetto degli alieni: dei rettili umanoidi. Lily fugge, ma Luke e Alex non riescono ad avere alcuna prova del fatto che sia un alieno.
Constance, nel frattempo, inizia a provare dei sentimenti per Roger e gli racconta che gli alieni sono venuti sulla Terra per fecondare gli uomini perché la loro razza si sta estinguendo. Essa spiega al ragazzo che il loro processo di "accoppiamento" prevede di attaccare i tentacoli alla gola del maschio e che non vogliono la morte di nessuno ma che purtroppo la maggior parte degli uomini muore perché non può sopravvivere alla temperatura fredda. Roger permette a Constance di "accoppiarsi" con lui e di ingravidarlo. Luke arriva appena in tempo per vedere un piccolo alieno strisciare fuori dalla bocca di Roger. Roger muore poco dopo, lasciando Constance inorridita.
Luke ha scoperto che Gibby è morto perché stato congelato da Natasha. Insieme alla detective Amanda (la sua ex fidanzata) e dopo aver realizzato un lanciafiamme artigianale, Luke affronta gli alieni ed uccide Natasha e Lily bruciandole, senza rendersi conto della verità della loro missione. Quindi insegue Constance e la affronta, ma il lanciafiamme esaurisce il propano. Vedendolo vulnerabile, Constance gli salta addosso facendolo cadere a terra. Lei lo cavalca e lo picchia, quindi gli scatena contro i suoi tentacoli, preparandosi a violentarlo. Tuttavia, poco prima che Luke sia impregnato, Amanda si presenta e spara a Constance. Usando un'ascia, Luke rompe i tubi ad alta pressione ed uccide Constance con il vapore. Luke ora ha una solida prova dell'esistenza degli alieni in quanto erano presenti dei testimoni che hanno visto la loro vera forma. Lascia Amanda ad occuparsi della cosa e va via con Alex.
Alex porta Luke nel suo appartamento e i due professano il loro amore reciproco, si spogliano e si preparano a fare sesso. Alex monta Luke e gli dice che può finalmente farsi strada con lui. Assistiamo quindi ad un improvviso flashback all'inizio del film quando il fantino trova i morti, e il giovane vede Alex che gli dice "Sei in anticipo": Alex è un alieno ma ormai per Luke è troppo tardi. La telecamera si allontana dalla stanza mentre le urla di Luke svaniscono e presumibilmente è violentato ed ingravidato.

## Accoglienza

### Incassi
Girato con un budget stimato di 5.000.000 dollari, il film ha incassato negli Stati Uniti nel suo primo weekend ai cinema 84.733 dollari.

## Errori
- Sebbene il film sia ambientato nella provincia canadese di New Brunswick, in una scena è visibile la bandiera della provincia canadese di Ontario.
- Verso la fine del film, una stazione televisiva di un reporter ha lettere di chiamata che iniziano con la lettera W. Il film è ambientato in Canada, dove i segnali di chiamata di tutte le stazioni televisive iniziano con "C".
- Il simbolo N2 sulla bomboletta spray è erroneamente identificato come azoto liquido. N2 si riferisce all'azoto gassoso, mentre l'azoto liquido è etichettato LN2.

## Riferimenti cinematografici
- In una scena del film è menzionato il film Animal House (1978).
- In una scena una ragazza mentre parla di una telecamera nella doccia menziona il film Girls Gone Wild on Campus 2 (2003).

## Sequel
Il film ha avuto un sequel nel 2007 intitolato Decoys 2: Seduzione aliena.